# 開南大学
開南大学（かいなんだいがく、英語: KaiNan University）は、台湾桃園市蘆竹区新興里開南路1号に本部を置く台湾の私立大学。1989年創立、2000年大学設置。大学の略称は開大（かいだい）。

## 沿革

### 前史
- 1917年 東洋協会台湾支部附属台湾商工学校開校[1]。
- 1939年 私立開南工業学校と私立開南商業学校を増設[2]。
- 1946年 台北市私立開南商工職業学校開校[2]。
- 1972年 台北市私立開南高級商工職業学校に昇格[2]。

### 年表
- 2000年 開南管理学院設置。
- 2006年 開南大学と改称。

## 教育および研究

### 組織

#### 学部
- 商学部
  - 企業管理学科
  - 財務金融学科
  - 国際企業学科
  - 会計情報学科
  - 保全管理学科

- 運輸観光学部
  - 文化情報学科
  - 物流学科
  - 空運管理学科
  - 運輸学科
  - 観光学科

- 情報学部
  - 情報管理学科
  - 情報コミュニケーション学科
  - 情報電気学科

- 人文社会学部 
  - 公共管理学科
  - 法律学科
  - 応用日本語学科
  - 応用英語学科

- 健康福祉学部
  - 保健学科
  - 健康産業学科

#### 大学院
- 商学部 
  - 企業管理研究科
  - 財務金融研究科
  - 国際企業研究科
  - 会計情報研究科

- 運輸観光学部 
  - 空運研究科
  - 物流研究科
  - 観光研究科

- 情報学部
  - プロジェクトマネジメント研究所
  - 情報電気研究科
  - 情報管理研究科

- 人文社会学部 
  - 公共管理研究科
  - 法律研究科
  - 応用日本語研究科
  - 応用英語研究科
  - 華語文教学研究所

#### 夜間学部
- 企業管理学科
- 財務金融学科
- 国際企業学科
- 会計情報学科
- 観光学科
- 空運学科
- 情報管理学科
- 情報コミュニケーション学科
- 応用日本語学科
- 応用英語学科

#### 附属機関
- 教育支援施設・センター 
  - 留学生教育センター

## 国外大学間交流協定締結校
日本との大学間交流協定締結校
- 東京外国語大学 :（日本、東京都府中市）
- お茶の水女子大学 :（日本、東京都文京区）
- 埼玉大学 :（日本、埼玉県さいたま市）
- 岡山大学 :（日本、岡山県岡山市）
- 愛媛大学 :（日本、愛媛県松山市）
- 島根大学 :（日本、島根県松江市）
- 富山大学 :（日本、富山県富山市）
- 山口大学 :（日本、山口県山口市）
- 大阪商業大学 :（日本、大阪府東大阪市）
- 宮崎大学 :（日本、宮崎県宮崎市）
- 名桜大学 :（日本、沖縄県名護市）
- 尾道市立大学 :（日本、広島県尾道市）
- 国際教養大学 :（日本、秋田県秋田市）
- 奈良県立大学 :（日本、奈良県奈良市）
- 近畿大学 :（日本、大阪府東大阪市）
- 多摩大学 :（日本、東京都多摩市）
- 松蔭大学 :（日本、神奈川県厚木市）
- 神田外語大学 :（日本、千葉県千葉市）
- 京都学園大学 :（日本、京都府亀岡市）
- 金沢星稜大学 :（日本、石川県金沢市）
- 東京成徳大学 :（日本、千葉県八千代市）
- 徳島文理大学 :（日本、徳島県徳島市）
- 仙台白百合女子大学 :（日本、宮城県仙台市）
- 園田学園女子大学 :（日本、兵庫県尼崎市）
- 星城大学 :（日本、愛知県東海市）
- 拓殖大学 :（日本、東京都）

韓国との大学間交流協定締結校
- ソウル大学校 :（韓国、ソウル特別市）
- 漢陽大学校 :（韓国、ソウル特別市）
- 江南大学校 :（韓国、京畿道）

中国との大学間交流協定締結校
- 上海海事大学 :（中国、上海市浦東新区）

アメリカとの大学間交流協定締結校
- マサチューセッツ工科大学：（アメリカ、マサチューセッツ州ケンブリッジ ）

## スポーツ・サークル・伝統
- 元阪神タイガースの投手だった郭李建夫が野球部の監督を務めている。

## 主な出身者
- 王鏡銘 - プロ野球選手
- 廖任磊 - プロ野球選手
- 岳東華 - プロ野球選手